# Étanchéité
L'étanchéité est le résultat de l'interdiction d'un passage. Ce terme général peut être compris dans de nombreux domaines.

## Étanchéité physique

### Définition
L'étanchéité physique concerne l'interdiction de passage d'un solide, d'un fluide ou d'un gaz. Dans le domaine de l'étanchéité, ce passage est appelé fuite et peut être de plusieurs types :
- fuite à travers le matériau dont est fait le contenant, il est alors considéré comme étant perméable au fluide ;
- fuite à un défaut du contenant, soit imprévu (fissure, crevaison…) soit intégré au contenant (jonction de tuyau, fermeture de porte…).

Dans le dernier cas, la mise en place d'un joint est souvent nécessaire. L'unité physique de la fuite est le Pa m3 s−1,. L'analyse dimensionnelle de cette unité permet d'expliciter le concept de fuite : selon une différence de pression (Pa) entre l'intérieur et l'extérieur du contenant, un volume (m3) est échangé avec l'extérieur pendant un temps (s−1).

### Degré d'étanchéité
La diffusion de la matière rend les matériaux du contenant perméables sur un temps très long. Ils peuvent aussi se détériorer (corrosion, rupture) et occasionner une fuite. Il est donc coutumier de dire que l'étanchéité parfaite n'existe pas. Elle serait de plus non mesurable car limitée par les capacités de mesure des instruments à disposition comme les spectromètres de masse.
Ainsi, il est possible de définir différents degrés d'étanchéitéselon les besoins de l'application. Plus le degré d'étanchéité est élevé, plus la solution technique correspondante est coûteuse, on opère donc des choix différents pour la robinetterie classique (ex. : joints toriques plastique d'un évier de cuisine) et pour les applications de pointe (ex. : grand instrument de recherche fonctionnant en ultravide).
- L'étanchéité rigoureuse ou haute-étanchéité est le plus haut degré d'étanchéité. Il se situe à la limite de ce qui est mesurable, soit des fuites d'environ 10−12 Pa m3 s−1. Avec un différentiel d'une atmosphère, on aboutit à une perte (ou un gain) du volume d'une tête d'épingle en deux ans.
- L'étanchéité à fuite contrôlée avec une valeur de fuite connue et constante.
- L'étanchéité relative avec des fuites de 10−12 à 10−1 Pa m3 s−1. Cette étanchéité est la plus courante car l'intervalle est très large allant jusqu'à la « bullométrie » où la fuite de gaz est visible à l'œil nu en plaçant le contenant sous l'eau claire ou savonneuse.

### Étanchéité en construction et architecture
En architecture et en construction, l'étanchéité décrit les moyens mis en œuvre pour s'assurer que les éléments naturels extérieurs (pluies, humidité ascensionnelle, vent) ou intérieurs (air saturé en humidité) ne viennent pas mettre en péril les éléments constitutifs du bâtiment (structure, isolation). L'étanchéité, dans le cas d'une ventilation mécanique contrôlée (VMC), s'assure que les volumes d'air intérieurs sont totalement pris en charge par la VMC. Les fondations ne sont pas abimées.
Dans le bâtiment et les travaux publics, une technique de protection des intempéries a donné son nom à une profession : les « étancheurs ».
Dans le domaine des géosynthétiques, l’étanchéité consiste à limiter la migration de fluides (liquides ou gaz).

### Étanchéité en horlogerie
En horlogerie, l'étanchéité d'une montre est définie par sa résistance à la pression. Les fabricants indiquent le plus souvent le degré d'étanchéité en mètres (m), pieds (ft) ou atmosphères (atm). Les montres portant la désignation « étanche », avec ou sans indication de surpression, doivent être conformes et avoir subi avec succès les tests prévus à la norme ISO 22810:2010. Ces montres sont destinées à une utilisation quotidienne courante et doivent résister à l'eau durant des exercices tels que la nage de courte durée. Elles peuvent être employées dans des conditions de variations de pressions d'air ou d'eau et de température.
Les montres dites de plongée sont des montres-bracelets devant résister à une plongée dans l'eau à une profondeur d'au moins 100 m (330 ft), disposer d'un système de contrôle du temps et répondre à tous les critères prévus par la norme ISO 6425 : luminosité, résistance aux chocs, résistance aux champs magnétiques, solidité du bracelet.
La première montre de poche étanche, L'Imperméable, est exposée au Musée international d'horlogerie à La Chaux-de-Fonds en Suisse.

## Indice de protection (IP)
L'indice de protection (IP) est un standard international de la Commission électrotechnique internationale. Cet indice classe le niveau de protection qu'offre un matériau aux intrusions de corps solides et liquides. Le format de l'indice, donné par la norme CEI 60529, est IP XX, où les lettres XX sont deux chiffres et/ou une lettre.

## Étanchéité en communication
On parle d'étanchéité dans le domaine de la communication et de l'information quand des moyens de protection contre la diffusion sont mis en place. Des accords de confidentialité sont souvent mis en place pour garantir l'étanchéité de l'information de l'intérieur vers l'extérieur des entreprises.

## Étanchéité d'un domaine
On dit qu'un domaine est « étanche » quand ce domaine est difficilement abordable par un néophyte. De même, on parlera de l'étanchéité d'un propos quand celui-ci n'est pas accessible pour le néophyte. Ou encore quand ce propos est hermétique, abscons, bref amphigourique.